# Casar de Palomero
Casar de Palomero es un municipio y localidad española de la provincia de Cáceres, en la comunidad autónoma de Extremadura. Históricamente pertenece a las Tierras de Granadilla, pero en la actualidad se engloba en la mancomunidad de Las Hurdes. El término municipal tiene una población de 993 habitantes (INE 2024), distribuidos en las localidades de Casar de Palomero, Azabal, Rivera Oveja y Pedro-Muñoz.

## Símbolos
El escudo de Casar de Palomero fue aprobado mediante una orden publicada en el Diario Oficial de Extremadura el 12 de marzo de 1987 luego de haber aprobado el expediente el pleno municipal el 30 de octubre de 1986 y haber emitido informe la Real Academia de la Historia el 23 de enero de 1987. El escudo se define oficialmente así:

Escudo con bordura, partido y entado. Primero de azur un castillo de plata, fileteado de sable, sostenido de un monte, sobre los que destacan tres destellos. Segundo de gules, la Cruz latina de plata. Entado de sinople, dos palomas de plata. Bordura de plata, con la leyenda VILLA DE CASAR DE PALOMERO. Al timbre, Corona Real cerrada.

## Geografía física
El término municipal de Casar de Palomero limita con:
- Santa Cruz de Paniagua y Pinofranqueado al oeste;
- Caminomorisco al norte;
- La Pesga al este;
- Mohedas de Granadilla y Cerezo al sureste;
- Palomero y Marchagaz al suroeste.

## Historia
Los primeros indicios de presencia humana se remontan al Neolítico superior. Se establece en aquel tiempo un clan en una colina distante a 3 km del actual núcleo urbano. El lugar elegido era una zona rocosa con pequeñas cuevas que les servían de refugio.
A principios del siglo XX creció el término del municipio porque incorporó a Ribera Oveja. 

## Demografía
Casar de Palomero cuenta con una población de 993 habitantes (INE 2024).
| Gráfica de evolución demográfica de Casar de Palomero entre 1842 y 2021 |
| |
| Población de derecho según los censos de población del INE Población de hecho según los censos de población del INEEntre el censo de 1910 y el anterior, crece el término del municipio porque incorpora a Ribera Oveja. |

## Administración y política
Alcaldes de la democracia:
- José María Bote Talaván CDS
- Aquilino Martín Talaván AP
- Juan Blasco Palomo AP
- Anastasio Béjar Martín PSOE
- Eduardo Béjar Martín PSOE

## Economía
Se explotan las denominaciones de origen: “Dehesa de Extremadura” y “Gata-Hurdes”.
También tiene gran importancia el turismo rural.

## Patrimonio

Panorámica de la villa de Casar de Palomero.

### Barrios históricos
En Casar de Palomero confluyeron las tres grandes culturas (judía, árabe y cristiana) y cada una de ellas tiene un barrio en el pueblo.
Se pueden visitar siguiendo las indicaciones de los rótulos de las calles, de este modo, las calles en las que el rótulo tenga grabado una estrella son del barrio judío (alrededores de la ermita de la Cruz Bendita y barrio de los Barreros), las calles en las que el rótulo tenga grabado una media luna son del barrio árabe (barrio del Llanete, calle iglesia y alrededores de la iglesia del Espíritu Santo y el campanario) y las calles en las que el rótulo tenga grabado una cruz son del barrio cristiano (Santo Cordero).

### Monumentos religiosos
El edificio más significativo de la villa de Casar de Palomero es la ermita de la Cruz Bendita, situada en la calle mayor, sobre la antigua sinagoga judía, y cuya obra finalizó, según los escritos del notario Romualdo Martín Santibáñez, en el año 1724.
También están en el pueblo la iglesia del Espíritu Santo y la iglesia de la Inmaculada Concepción, ambas del siglo XVIII. En el barrio cristiano se encuentra la ermita del Cordero. También se puede recorrer la casa, propiedad de Rosario Terrón, en que pernoctó el rey Alfonso XIII en su visita a Las Hurdes la noche del 21 al 22 de junio de 1922 y los reyes Juan Carlos I y Sofía de Grecia en 1998.

### Arquitectura popular
En la entidad menor de Azabal, perteneciente a este municipio, destaca la arquitectura popular hurdana, en la que se mezcla el adobe, la madera y la pizarra, y sus atractivas pozas de baño.

## Cultura

### Entidades culturales
Desde el año 2002 se puede visitar el museo del olivo, centro temático ubicado en un antiguo lagar y en el que se puede consultar todo sobre el olivo, la aceituna y el aceite.

### Eventos culturales
- Mercado medieval y artesanal, es un festejo que recupera el tradicional mercado de artesanía que se celebraba el fin de semana más próximo al 3 de mayo en la localidad, y en el cual se potencia la artesanía de la zona, contando con gran participación tanto de los vecinos como de los numerosos visitantes que recibe durante esos días la localidad;
- CasardePalomerock, festival de música rock el fin de semana más próximo al 16 de julio;
- Fiesta de los toros, el fin de semana más próximo al 15 de agosto hay encierros por las calles el sábado por la mañana, novillos y vaquillas al estilo tradicional el sábado por la tarde y degustación de la carne en la plaza mayor el domingo.

### Festividades
- Carnaval, destaca en este festejo la colaboración de las asociaciones del municipio, en especial la de la Asociación de Mujeres Casar de Palomero, que cada año elige un motivo para sus disfraces, dando color y originalidad a las fiestas;
- Semana Santa, consistente en actos religiosos con procesiones el Jueves y Viernes Santo por las calles de la localidad. El Domingo de Resurrección hay una romería en el puerto del Gamo, donde los vecinos acuden con su hornazo ya sea en familia o con amigos a pasar el día;
- Primer triunfo de la Cruz Bendita, el 3 de mayo, es una festividad religiosa de exaltación a la patrona de Casar de Palomero "La Cruz Bendita" que recorre en procesión las calles del municipio, tras la cual se celebra el ofertorio y la solemne misa. Se inicia estas celebraciones con la tradicional velada, acto religioso seguido con gran devoción y que se realiza la noche del 2 de mayo, tras el que sigue una colección de fuegos artificiales;
- Virgen de Fátima, el 13 de mayo en Pedro-Muñoz con juegos infantiles y actividades culturales y musicales;
- San Antonio, el 13 de junio en Azabal;
- Segundo triunfo de la Cruz Bendita, el 16 de julio, se celebra de forma similar al primer triunfo con velada el día 15;
- Fiesta del emigrante, del 15 al 18 de agosto en Rivera Oveja, con diversas actividades, como verbenas, juegos para niños y campeonatos de fútbol sala, entre otros;
- San Ramón Nonato, el 31 de agosto en Azabal, es una fiesta con actuaciones musicales, campeonatos deportivos y juegos infantiles, entre otras actividades;
- Tercer triunfo de la Cruz Bendita, el 14 de septiembre, similar a los otros dos triunfos;
- Inmaculada Concepción, el 8 de diciembre en Rivera Oveja.

### Gastronomía
El municipio forma parte de la una gran zona de producción de aceituna manzanilla cacereña, aceite y cerezas exportadas nacionalmente.